# Francesco Mancini (calciatore)
Francesco Mancini, detto anche Franco (Matera, 10 ottobre 1968 – Pescara, 30 marzo 2012), è stato un calciatore e allenatore di calcio italiano, di ruolo portiere.

## Biografia
È morto all'età di 43 anni nel pomeriggio del 30 marzo 2012, quando viene colpito da un infarto nella sua casa di Pescara; in mattinata aveva regolarmente preso parte, nel suo ruolo di preparatore dei portieri, all'allenamento della squadra abruzzese.
Si dichiarava appassionato di musica reggae e per hobby suonava la batteria. Viveva a Foggia con la moglie e i suoi due figli, i funerali si sono svolti a Manfredonia, città dove è sepolto.

## Caratteristiche tecniche
Portiere atleticamente preparato nonostante la statura non elevata, Mancini era abile tra i pali, coraggioso nelle uscite fuori dall'area e capace di disimpegnarsi molto bene coi piedi. La sua interpretazione del ruolo, non priva di rischi, lo portava a commettere occasionali errori, alternati a interventi di pregevole fattura. Pregevole e spettacolare un sombrero riuscito su Marco Van Basten.

## Carriera

### Giocatore
Nel corso della sua carriera ha collezionato 240 presenze in 9 campionati disputati in Serie A e 175 presenze in Serie B. Cresciuto nella squadra locale del Matera, nella quale gioca due stagioni in Serie C2 (1985-1986 e 1986-1987), passa al Bisceglie dove verrà poi prelevato ad ottobre dal Foggia.
Con i satanelli nell'arco di tre anni effettua la scalata dalla Serie C1 alla Serie A, disputando complessivamente nove stagioni di cui quattro in Serie A dal 1991-1992 al 1994-1995. Nell'estate del 1991, dopo la promozione nella massima serie, gioca titolare nell'undici di Zdeněk Zeman; al termine dell'annata, è uno dei pochi elementi della rosa a non subire lo stravolgimento societario voluto dai Casillo. Nella stagione 1994-1995 stabilisce, dalla 5ª giornata (Cremonese-Foggia, rete di Alessio Pirri al 47') alla 10ª (Parma-Foggia, gol di Dino Baggio all'89'), la sua più lunga striscia di imbattibilità con 492 minuti.

Mancini (in piedi, primo da destra) nel Bari 1998-1999

Nel 1995 gioca con il Foggia due gare in Serie B prima di essere dato in prestito alla Lazio (visti anche gli infortuni di Luca Marchegiani e di Fernando Orsi) con cui colleziona 6 presenze nel campionato 1995-1996; rientra a Foggia l'anno successivo dove disputa la sua ultima stagione da rossonero nel campionato di Serie B 1996-1997. Successivamente trova un posto da titolare nel Bari per le stagioni 1997-1998, 1998-1999 e 1999-2000.
A ottobre del 2000 passa al Napoli col quale retrocederà a fine stagione.
Sotto la guida di Luigi De Canio difende i pali partenopei nell'anno 2001-2002 giocando tutte le 38 partite, e nell'anno successivo disputa 27 gare da titolare mentre nelle restanti partite vengono schierati tra i pali Marco Storari in tre occasioni ed Emanuele Manitta per otto volte. Il portiere materano l'anno seguente va a vestire la maglia del Pisa in Serie C1 dall'inizio della stagione 2003-2004 fino al gennaio 2005, per poi trasferirsi alla Sambenedettese, con la quale gioca i play-off terminati con l'eliminazione subita dal Napoli di Edy Reja.
Nel 2005-2006 si trasferisce al Teramo e l'anno successivo difende la porta della Salernitana. Nella stagione 2007-2008 passa titolare al Martina in Serie C1, con cui rescinde il contratto nel mese di gennaio 2008, e al termine della stagione passa alla Fortis Trani, club di Promozione Pugliese. L'esperienza termina nel mese di dicembre con il definitivo ritiro dal calcio giocato.

### Allenatore
Nella stagione 2009-2010 è stato allenatore in seconda e allenatore portieri del Manfredonia in Seconda Divisione.
Nella stagione 2010-2011 è stato l'allenatore dei portieri nel Foggia, nello staff di Zdeněk Zeman. Dal giugno 2011 fino al 30 marzo 2012, giorno del suo decesso, ha ricoperto l'incarico di allenatore dei portieri nel Pescara, nuova squadra del tecnico boemo.

## Riconoscimenti postumi
Il 19 aprile 2012 gli è stata intitolata la curva nord dello stadio Pino Zaccheria di Foggia; il 10 marzo 2013, in occasione dell'incontro di calcio tra Matera e Foggia, è stata a lui intitolata la gradinata dello stadio XXI Settembre - Franco Salerno di Matera. Nel marzo 2021, la band foggiana Avenida gli dedica un brano dal titolo "Il Volo di un Campione".

## Statistiche

### Presenze e reti nei club
| Stagione        | Squadra         | Campionato      | Campionato | Campionato | Coppe nazionali | Coppe nazionali | Coppe nazionali | Coppe continentali | Coppe continentali | Coppe continentali | Altre coppe | Altre coppe | Altre coppe | Totale | Totale |
| Stagione        | Squadra         | Comp            | Pres       | Reti       | Comp            | Pres            | Reti            | Comp               | Pres               | Reti               | Comp        | Pres        | Reti        | Pres   | Reti   |
| --------------- | --------------- | --------------- | ---------- | ---------- | --------------- | --------------- | --------------- | ------------------ | ------------------ | ------------------ | ----------- | ----------- | ----------- | ------ | ------ |
| 1985-1986       | Matera          | C2              | 23         | -17        | -               | -               | -               | -                  | -                  | -                  | -           | -           | -           | -      | -?     |
| 1986-1987       | Matera          | C2              | 34         | -41        | -               | -               | -               | -                  | -                  | -                  | -           | -           | -           | -      | -?     |
| Totale Matera   | Totale Matera   | Totale Matera   | 57         | -58        |                 | -               | -               |                    | -                  | -                  | -           | -           | -           | -      | -?     |
| lug.-ott. 1987  | Bisceglie       | C2              | 0          | 0          | -               | -               | -               | -                  | -                  | -                  | -           | -           | -           | -      | -?     |
| ott. 1987-1988  | Foggia          | C1              | 0          | 0          | -               | -               | -               | -                  | -                  | -                  | -           | -           | -           | -      | -?     |
| 1988-1989       | Foggia          | C1              | 3          | 0          | -               | -               | -               | -                  | -                  | -                  | -           | -           | -           | -      | -?     |
| 1989-1990       | Foggia          | B               | 35         | -34        | -               | -               | -               | -                  | -                  | -                  | -           | -           | -           | -      | -?     |
| 1990-1991       | Foggia          | B               | 36         | -31        | -               | -               | -               | -                  | -                  | -                  | -           | -           | -           | -      | -?     |
| 1991-1992       | Foggia          | A               | 30         | -48        | -               | -               | -               | -                  | -                  | -                  | -           | -           | -           | -      | -?     |
| 1992-1993       | Foggia          | A               | 31         | -46        | -               | -               | -               | -                  | -                  | -                  | -           | -           | -           | -      | -?     |
| 1993-1994       | Foggia          | A               | 28         | -35        | -               | -               | -               | -                  | -                  | -                  | -           | -           | -           | -      | -?     |
| 1994-1995       | Foggia          | A               | 33         | -49        | -               | -               | -               | -                  | -                  | -                  | -           | -           | -           | -      | -?     |
| 1995-nov. 1995  | Foggia          | B               | 2          | -1         | -               | -               | -               | -                  | -                  | -                  | -           | -           | -           | -      | -?     |
| nov. 1995-1996  | Lazio           | A               | 6          | -7         | -               | 2               | -2              | -                  | -                  | -                  | -           | -           | -           | 8      | -9     |
| 1996-1997       | Foggia          | B               | 37         | -39        | -               | -               | -               | -                  | -                  | -                  | -           | -           | -           | -      | -?     |
| Totale Foggia   | Totale Foggia   | Totale Foggia   | 235        | -283       |                 | -               | -               |                    | -                  | -                  | -           | -           | -           | -      | -?     |
| 1997-1998       | Bari            | A               | 33         | -43        | -               | -               | -               | -                  | -                  | -                  | -           | -           | -           | -      | -?     |
| 1998-1999       | Bari            | A               | 28         | -34        | -               | -               | -               | -                  | -                  | -                  | -           | -           | -           | -      | -?     |
| 1999-2000       | Bari            | A               | 34         | -48        | -               | -               | -               | -                  | -                  | -                  | -           | -           | -           | -      | -?     |
| lug-ott. 2000   | Bari            | A               | 0          | 0          | -               | -               | -               | -                  | -                  | -                  | -           | -           | -           | -      | -?     |
| Totale Bari     | Totale Bari     | Totale Bari     | 95         | -125       |                 | -               | -               |                    | -                  | -                  | -           | -           | -           | -      | -?     |
| ott. 2000-2001  | Napoli          | A               | 17         | -16        | -               | -               | -               | -                  | -                  | -                  | -           | -           | -           | -      | -?     |
| 2001-2002       | Napoli          | B               | 38         | -39        | -               | -               | -               | -                  | -                  | -                  | -           | -           | -           | -      | -?     |
| 2002-2003       | Napoli          | B               | 27         | -35        | -               | -               | -               | -                  | -                  | -                  | -           | -           | -           | -      | -?     |
| Totale Napoli   | Totale Napoli   | Totale Napoli   | 82         | -90        |                 | -               | -               |                    | -                  | -                  | -           | -           | -           | -      | -?     |
| 2003-2004       | Pisa            | C1              | 30         | -?         | -               | -               | -               | -                  | -                  | -                  | -           | -           | -           | -      | -?     |
| 2004-gen. 2005  | Pisa            | C1              | 8          | -?         | -               | -               | -               | -                  | -                  | -                  | -           | -           | -           | -      | -?     |
| Totale Pisa     | Totale Pisa     | Totale Pisa     | 38         | -?         |                 | -               | -               |                    | -                  | -                  | -           | -           | -           | -      | -?     |
| gen-giu. 2005   | Sambenedettese  | C1              | 14         | -?         | -               | -               | -               | -                  | -                  | -                  | -           | -           | -           | -      | -?     |
| 2005-2006       | Teramo          | C1              | 32         | -?         | -               | -               | -               | -                  | -                  | -                  | -           | -           | -           | -      | -?     |
| 2006-2007       | Salernitana     | C1              | 18         | -27        | -               | -               | -               | -                  | -                  | -                  | -           | -           | -           | -      | -?     |
| 2007-2008       | Martina         | C1              | 14         | -?         | -               | -               | -               | -                  | -                  | -                  | -           | -           | -           | -      | -?     |
| 2008-2009       | Fortis Trani    | Prom            | 13         | -?         | -               | -               | -               | -                  | -                  | -                  | -           | -           | -           | -      | -?     |
| Totale carriera | Totale carriera | Totale carriera | -          | -          |                 | -               | -               |                    | -                  | -                  |             | -           | -           | -      | -      |

## Palmarès

### Giocatore
- Campionato italiano di Serie B: 1

Foggia: 1990-1991